# Сердюки (Воронежская область)
Сердюки́ — хутор в Репьёвском районе Воронежской области Российской Федерации.
Входит в состав Бутырского сельского поселения.

## Население
| 2010 |
| ---- |
| 79   |

## Улицы
На хуторе имеется одна улица — Полевая.

## Известные уроженцы
- Листопадов, Митрофан Петрович (1928—2014) — советский работник речного транспорта.